# Sosthenes av Makedonien
Sosthenes av Makedonien  (grekiska: Σωσθένης) var kung av Makedonien från 279 till 277 f.Kr.